# Station Fuminosato
Station Fuminosato (文の里駅,  Fuminosato-eki) is een metrostation in de wijk Abeno-ku in Osaka, Japan. Het wordt aangedaan door de Tanimachi-lijn. Het station fungeert regelmatig als begin- en eindstation van de Tanimachi-lijn wanneer deze een verkort traject aandoet.

## Treindienst

### Tanimachi-lijn(stationsnummer T29)
| 1 | ■ Tanimachi-lijn | richting Yao-Minami                                     |
| 2 | ■ Tanimachi-lijn | richting Tennōji, Higashi-Umeda, Miyakojima en Dainichi |

## Geschiedenis
Het station werd in 1980 geopend.

## Overig openbaar vervoer
Bus 47

## Stationsomgeving
- Station Showachō aan de Midosuji-lijn
- Stadsdeelkantoor van Abeno-ku
- Momogaike-park
- Autoweg 14
- Amagasaki Shinyo Bank
- Senshu Ikeda Bank
- Osaka-shi Shinyo Bank
- Kojima (elektronicawinkel)
- McDonald's
- Royal Host (restaurantketen)
- Gusto (restaurantketen)
- Winkelpromenade van Fuminosato

Dainichi · Moriguchi · Taishibashi-Imaichi · Sembayashi-Omiya · Sekime-Takadono · Noe-Uchindai · Miyakojima · Tenjimbashisuji Rokuchōme · Nakazakicho · Higashi-Umeda · Minami-Morimachi · Temmabashi · Tanimachi Yonchōme · Tanimachi Rokuchōme · Tanimachi Kyūchōme · Shitennōji-mae Yūhigaoka · Tennōji · Abeno · Fuminosato · Tanabe · Komagawa-Nakano · Hirano · Kire-Uriwari · Deto · Nagahara · Yao-Minami